# Zhangjiawan (socken i Kina, Hebei)
Zhangjiawan (kinesiska: 张家湾乡, 张家湾) är en socken i Kina. Den ligger i provinsen Hebei, i den norra delen av landet, omkring 300 kilometer nordost om huvudstaden Peking. Antalet invånare är 4 031. Befolkningen består av 1 950 kvinnor och 2 081 män. Barn under 15 år utgör 19,0 %, vuxna 15-64 år 71 %, och äldre över 65 år 8,0 %.
Genomsnittlig årsnederbörd är 550 millimeter. Den regnigaste månaden är juni, med i genomsnitt 144 mm nederbörd, och den torraste är januari, med 3 mm nederbörd.